# Kopatti, Madikeri
Kopatti là một làng thuộc tehsil Madikeri, huyện Kodagu, bang Karnataka, Ấn Độ.